# Pseudicius unicus
Pseudicius unicus är en spindelart som först beskrevs av George William Peckham och Elizabeth Maria Gifford Peckham 1894.  Pseudicius unicus ingår i släktet Pseudicius och familjen hoppspindlar. Inga underarter finns listade i Catalogue of Life.